# Hieu Van Le
Hieu Van Le (en vietnamien : Lê Văn Hiếu), né 1er janvier 1954 dans la Province de Quảng Trị, au Viêt Nam, est un homme politique australien. Il est gouverneur d'Australie-Méridionale de 2014 à 2021.

## Biographie
Après des études à l'université de Dalat, il quitte le Viêt Nam en 1977 pour rejoindre l'Australie. Inscrit à l'université d'Adélaïde, il en sort diplômé en économie. Il travaille comme comptable.
Lieutenant-gouverneur de l'État d'Australie-Méridionale à partir de 2007, il en est nommé gouverneur en août 20141er septembre 2014 et entre en fonction le 1er septembre suivant. Il demeure en fonction pendant sept ans.